# كسرولة
الكَسْرولة أو الكَسَرُولة (من الفرنسية وفيها تعني «قدر ذات مقبض»،) وعاء كبير وعميق يُستخدم في الفرن وكذلك إناء لتقديم الطعام.
وعادة ما يتألف طبق الكسرولة من قطع من اللحم (مثل الدجاج) أو الأسماك (مثل التونة) ومجموعة متنوعة من شرائح الخضروات ونشويات مثل الدقيق والبطاطا أو المعكرونة وفي كثير من الأحيان، طبقة علوية من الجبن. تتم تصفية اللحوم والخضراوات من السوائل أثناء الطهي، ويمكن إضافة مزيد من السوائل في شكل مرق أو نبيذ أو بيرة (على سبيل المثال lapin à la Gueuze) أو جن أو عصير الفاكهة أو عصير الخضار عند تجهيز الطبق. وعادة ما يتم طهي أطباق الكسرولة ببطء في الفرن، وغالبًا دون غطاء. ويمكن تقديم هذه الأطباق كوجبة أساسية أو كطبق جانبي، ويمكن تقديمها في الإناء الذي طُبخت فيه.
وتشمل أنواع أطباق الكسرولة اليخنة أو فطيرة لحم محشو بالبطاطس أو اليخنة باللحم أو الطاجن أو موساكا أو لازانيا أو اللحم المفروم مع البصل أو طبق مطبوخ بالجبن المبشور أو الأرز أو المعكرونة أو التيمبالو أو الكربونيد. ويمكن التمييز بين أطباق الكسرولة وأطباق اليخنة (الطهي بالغلي البطيء): طهي أطباق اليخنة هي عملية الطهي التي يتم فيها تطبيق لحرارة على أسفل إناء الطهي (عادة فوق نيران أو موقد)، في حين أن طهي أطباق الكسرولة يتم بشكل عام في الفرن للتحميص حيث تكون الحرارة في هذه العملية موجودة حول إناء الطهي من كل جانب. ويمكن طهي أطباق الكسرولة مع تغطيتها أو بدون تغطيتها، في حين تتم تغطية أطباق اليخنة عادة لمنع التبخر.

## معلومات تاريخية

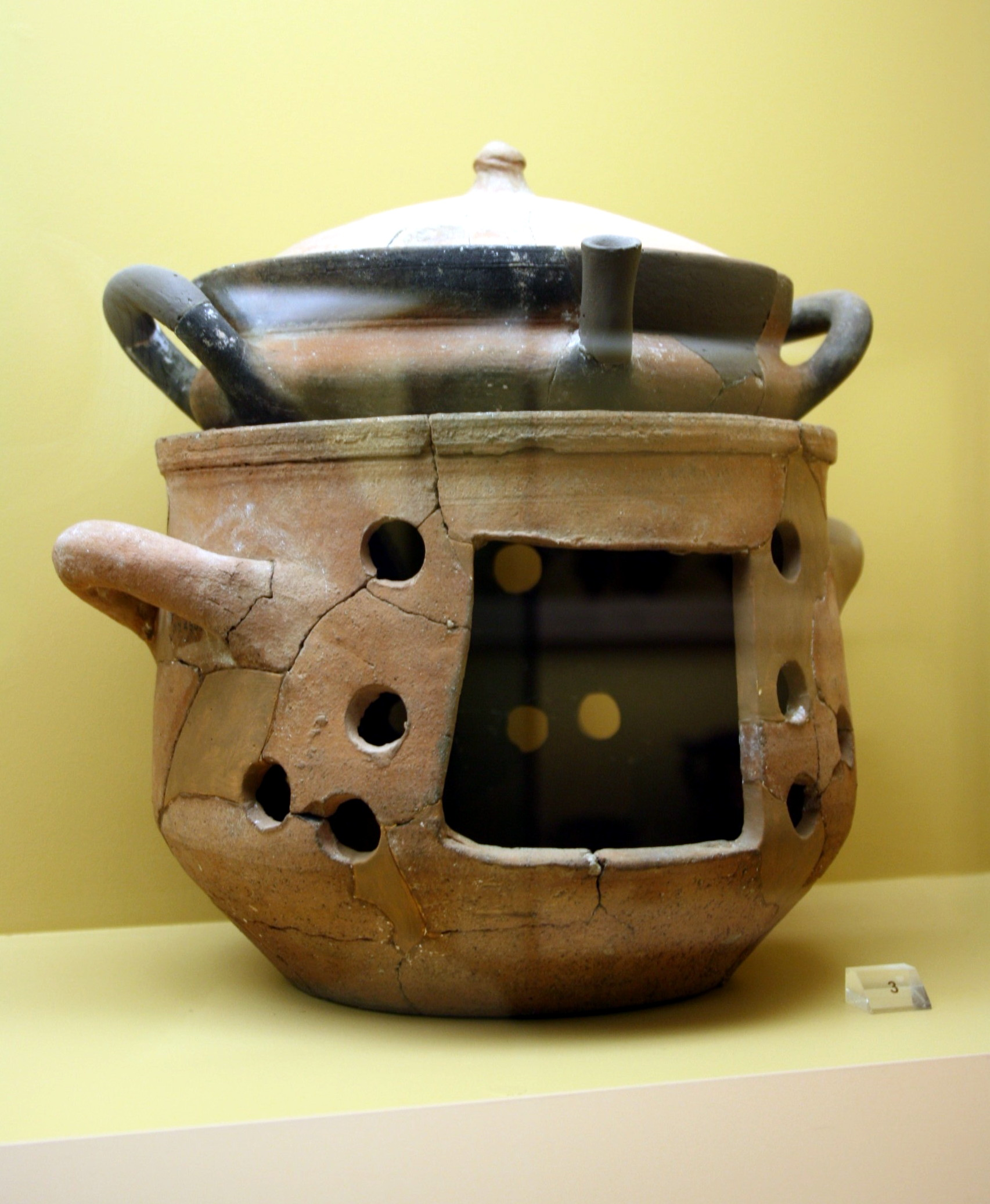
كسرولة يونانية قديمة وكانون، القرن السادس/القرن الرابع قبل الميلاد، وهي تُعرض في متحف أغورا القديم في أثينا، ومقره رواق أتالوس

في عام 1866، اخترع إلماير جوليكويور،  مهاجر فرنسي كندي، اللبنة الأولى للكسرولة الحديثة في برلين، نيو هامبشير. والكسرولات التي نعرفها حاليًا هي ابتكار حديث نسبيًا. وكانت طرق الطهي المبكرة للكسرولة تتألف من الأرز الذي كان يتم سحقه وضغطه وحشوه بخليط لذيذ من اللحوم مثل الدجاج أو بنكرياس العجل. وفي سبعينيات القرن التاسع عشر تقريبًا بدا هذا المعنى لطبق الكسرولة وكأنه يأخذ المعنى الحالي. وكان الطهي في الأواني الخزفية شائعًا عادة في معظم الدول، غير أن فكرة طهي الكسرولة كوجبة تتكون من طبق واحد باتت شائعة في أمريكا في القرن العشرين، خاصة في خمسينيات القرن العشرين عندما ظهرت أشكال جديدة من الأواني الزجاجية والمعدنية خفيفة الوزن ظهرت في الأسواق. وبحلول سبعينيات القرن العشرين أخذت الكسرولات شكلاً أقل تعقيدًا.

## استخدام المصطلح في الولايات المتحدة وكندا
هناك طريقة مميزة لإعداد طبق الكسرولة في الولايات المتحدة، ولا سيما في الغرب الأوسط والجنوب وأجزاء من كندا، هو استخدام الحساء المكثف، وخاصة كريم حساء عيش الغراب.[بحاجة لمصدر] ومن الأمثلة على أطباق الكسرولة التي يتم إعدادها بهذه الطريقة هي كسرولة التونة (مع التونة المعلبة والمعكرونة المطبوخة والبازلاء في بعض الأحيان وحساء كريم عيش الغراب) وكسرولة الفاصوليا الخضراء (الفاصوليا الخضراء مع كريم حساء عيش الغراب، وفي الطبقة الأعلى البصل الفرنسي المقلي). وطبق رئيسي مشابه، المعكرونة والجبن، يمكن أيضًا إعداده كطبق كسرولة.
وتكون أطباق الكسرولة أساسية في الموائد والتجمعات العائلية.
وفي ولاية مينيسوتا حيث تُعتبر من الأطعمة المثالية في المنطقة، تُسمى أطباق الكسرولة الطبق الساخن. ويُعتبر طبق الكسرولة بالبطاطا هو موروث المهاجرين الإسكندنافيين في المنطقة.